# Shane Battier
Shane Courtney Battier (Birmingham, Míchigan; 9 de septiembre de 1978) es un exjugador de baloncesto estadounidense que disputó 13 temporadas en la NBA. Con 2,03 metros de altura, jugaba en la posición de alero.

## Trayectoria deportiva

### Universidad
Tras un exitoso paso por el instituto, baloncestísticamente hablando, Battier se matriculó en la Universidad de Duke, donde permaneció 4 años, llevando en dos de ellos a su equipo, los Blue Devils, a la Final Four de la NCAA, en 1999 y 2001, perdiendo en la primera ocasión contra los Huskies de la Universidad de Connecticut y ganando dos años después a los Wildcats de la Universidad de Arizona. Ese año ganó casi todos los premios al mejor universitario existentes, incluidos los prestigiosos Oscar Robertson Trophy, Naismith College Player of the Year y John R. Wooden Award. Promedió durante su etapa colegial 13,6 puntos y 6,1 rebotes por partido.

### NBA
Fue elegido en el Draft de la NBA de 2001 en la sexta posición de la primera ronda por Memphis Grizzlies, a donde llegó junto al español Pau Gasol, número 3 de ese mismo año. Tras una buena primera temporada como profesional, donde promedió 14,4 puntos y 5,4 rebotes y fue elegido en el mejor quinteto de rookies del año, sus cifras fueron decayendo, teniendo cada vez menos aportación ofensiva dentro del equipo, y pasando a disputar menos minutos.
Tras 5 temporadas, en junio de 2006, fue traspasado a Houston Rockets, donde cuenta con la confianza de su entrenador, ganándose desde el primer momento el puesto de titular. Promedia 10,3 puntos y 4,2 rebotes por partido.
Después de otras casi 5 temporadas en Houston, el 24 de febrero de 2011 fue traspasado de nuevo a Memphis Grizzlies a cambio del pívot tanzano Hasheem Thabeet, DeMarre Carroll y una futura ronda del Draft. 
El 9 de diciembre de 2011, Battier firma con Miami Heat. En la temporada 2011-12 con Miami, consigue un 57% de triples en las finales, comenzando como titular todos los partidos, obteniendo así el campeonato de la NBA.
La temporada 2012-13, Battier realiza una respetable campaña, llegando a los Playoffs de la NBA. En los partidos de la serie final, frente a San Antonio Spurs, fue fundamental en la victoria de su equipo, anotando sendas triples y llevando a Miami Heat, junto a LeBron James y Dwyane Wade, a conseguir su tercer título de la NBA, segundo para Battier.
En marzo de 2014, Battier anuncia sus intenciones de retirarse al término de la 2013–14. Los Heat accedieron a su cuarta final consecutiva, tercera para Battier, pero perdieron ante los Spurs en las Finales de 2014.

### Selección nacional
Participó en el Campeonato mundial de baloncesto de 2006 con la selección de Estados Unidos, donde consiguieron la medalla de bronce.

## Estadísticas de su carrera en la NBA
|  | Denota temporada en la que ganó el Campeonato de la NBA |

### Temporada regular
| Año     | Equipo  | PJ  | PT  | MPP  | %TC  | %3P  | %TL  | RPP | APP | ROB | TPP | PPP  |
| ------- | ------- | --- | --- | ---- | ---- | ---- | ---- | --- | --- | --- | --- | ---- |
| 2001-02 | Memphis | 78  | 78  | 39.7 | .429 | .373 | .700 | 5.4 | 2.8 | 1.5 | 1.0 | 14.4 |
| 2002-03 | Memphis | 78  | 47  | 30.6 | .483 | .398 | .828 | 4.4 | 1.3 | 1.3 | 1.1 | 9.7  |
| 2003-04 | Memphis | 79  | 1   | 24.6 | .446 | .349 | .732 | 3.8 | 1.3 | 1.3 | .7  | 8.5  |
| 2004-05 | Memphis | 80  | 72  | 31.5 | .442 | .395 | .789 | 5.2 | 1.6 | 1.1 | 1.0 | 9.9  |
| 2005-06 | Memphis | 81  | 81  | 35.0 | .488 | .394 | .707 | 5.3 | 1.7 | 1.1 | 1.4 | 10.1 |
| 2006-07 | Houston | 82  | 82  | 36.4 | .446 | .421 | .779 | 4.1 | 2.1 | 1.0 | .7  | 10.1 |
| 2007-08 | Houston | 80  | 78  | 36.3 | .428 | .377 | .743 | 5.1 | 1.9 | 1.0 | 1.1 | 9.3  |
| 2008-09 | Houston | 60  | 59  | 33.9 | .410 | .384 | .821 | 4.8 | 2.3 | .8  | .9  | 7.3  |
| 2009-10 | Houston | 67  | 62  | 32.4 | .398 | .362 | .726 | 4.7 | 2.4 | .8  | 1.1 | 8.0  |
| 2010-11 | Houston | 59  | 59  | 30.8 | .456 | .391 | .645 | 4.8 | 2.6 | .9  | 1.2 | 8.6  |
| 2010-11 | Memphis | 23  | 0   | 24.2 | .426 | .333 | .882 | 4.0 | 1.4 | .7  | .4  | 5.0  |
| 2011-12 | Miami   | 65  | 10  | 23.1 | .387 | .339 | .622 | 2.4 | 1.3 | 1.0 | .5  | 4.8  |
| 2012-13 | Miami   | 72  | 20  | 24.8 | .420 | .430 | .842 | 2.3 | 1.0 | .6  | .8  | 6.6  |
| 2013-14 | Miami   | 73  | 56  | 20.1 | .382 | .348 | .652 | 1.9 | .9  | .7  | .5  | 4.1  |
| Total   | Total   | 977 | 705 | 30.7 | .437 | .384 | .743 | 4.2 | 1.8 | 1.0 | .9  | 8.6  |

### Playoffs
| Año   | Equipo  | PJ  | PT | MPP  | %TC  | %3P  | %TL  | RPP | APP | ROB | TPP | PPP  |
| ----- | ------- | --- | -- | ---- | ---- | ---- | ---- | --- | --- | --- | --- | ---- |
| 2004  | Memphis | 4   | 0  | 17.3 | .400 | .429 | .667 | 3.0 | .3  | .0  | .2  | 4.8  |
| 2005  | Memphis | 4   | 4  | 29.8 | .419 | .143 | .400 | 6.8 | 1.5 | .5  | 1.0 | 7.3  |
| 2006  | Memphis | 4   | 4  | 32.3 | .500 | .286 | .333 | 5.8 | .5  | 1.0 | .5  | 6.0  |
| 2007  | Houston | 7   | 7  | 38.9 | .451 | .442 | .875 | 2.6 | 2.1 | 1.7 | 1.0 | 10.3 |
| 2008  | Houston | 6   | 6  | 41.0 | .444 | .480 | .727 | 3.8 | .5  | 1.0 | .8  | 10.0 |
| 2009  | Houston | 13  | 13 | 38.2 | .407 | .315 | .957 | 4.9 | 2.4 | 1.1 | .7  | 8.1  |
| 2011  | Memphis | 13  | 0  | 26.1 | .439 | .276 | .667 | 4.0 | 1.2 | .5  | .5  | 5.5  |
| 2012  | Miami   | 23  | 16 | 33.4 | .379 | .382 | .813 | 3.2 | 1.2 | 1.0 | .6  | 7.0  |
| 2013  | Miami   | 22  | 0  | 17.8 | .290 | .295 | .821 | 1.7 | .5  | .2  | .3  | 4.7  |
| 2014  | Miami   | 16  | 6  | 12.6 | .462 | .450 | .800 | .6  | .3  | .3  | .1  | 2.3  |
| Total | Total   | 112 | 56 | 27.1 | .398 | .356 | .778 | 3.0 | 1.0 | .7  | .5  | 6.1  |

## Vida personal
En el verano de 2004, se casó con Heidi Battier Ufer, su novia de la escuela secundaria. Tuvieron su primer hijo, Zeke Edward Battier, el 2 de junio de 2008. El 17 de abril de 2011, Heidi tuvo una niña llamada Eloise.
Battier es copropietario de D1 Sports Training in Memphis.
En 2010 Battier fue elegido como el séptimo atleta más inteligente en deportes por Sporting News.